# Longqiuzhuang

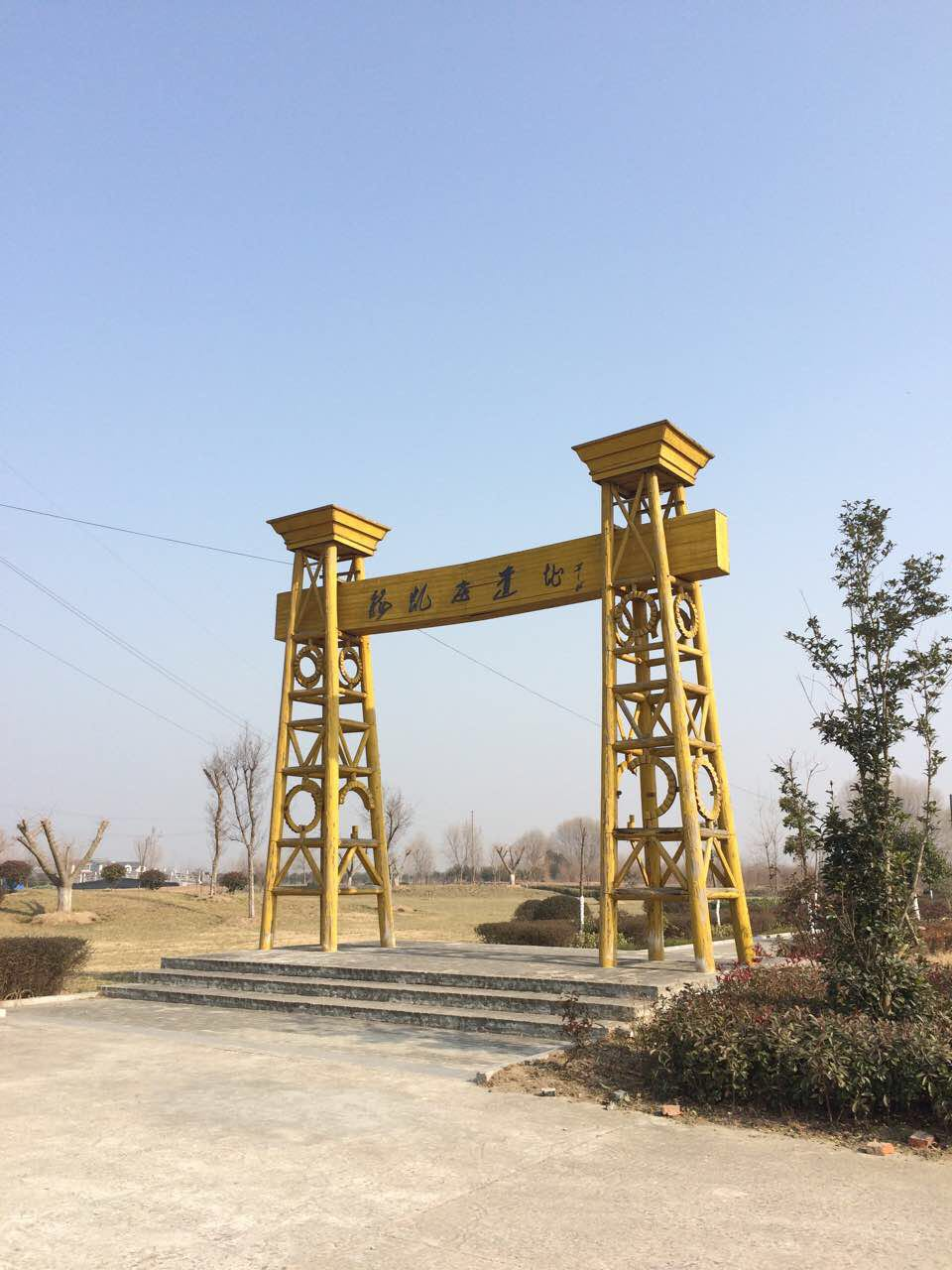

Die Longqiuzhuang-Stätte (chinesisch 龙虬庄遗址, Pinyin Lóngqiúzhuāng yízhǐ, englisch Longqiuzhuang Site) ist eine neolithische Stätte in der östlichen Jianghuai-Ebene im Osten des Gaoyou-Sees 高邮湖. Sie befindet sich auf dem Gebiet von Gaoyou in der ostchinesischen Provinz Jiangsu. Die Funde aus der Stätte lieferten neue Einsichten zur Geschichte des Reisanbaus in China. Die Stätte steht seit 2001 auf der Liste der Denkmäler der Volksrepublik China (5-38).